# الفارعة بنت شداد
الفارعة بنت شداد المرية أخت مسعود بن شداد المكنى بأبي زرارة من بني عذرة، ولم يترجم لها بغير مناسبة رثاء أخيها هذا.
قالت في رثاء أخيها مسعود بن شداد: (من البسيط)